# Grottes du Ker de Massat
Les grottes du Ker de Massat se trouvent sur le Ker de Massat, à Massat, en Ariège, dans la région Occitanie, en France.
Deux de ces grottes sont particulièrement connues. L'une d'elles est une grotte ornée appelée  grotte de la Campagnole, souvent nommée grotte du Ker de Massat, parfois simplement grotte du Ker ou grotte du Quer, également désignée comme grotte inférieure. Sa principale période d'occupation est le Magdalénien (paléolithique supérieur). C'est la première grotte en Ariège au sujet de laquelle ont été publiés des vestiges d'activité humaine préhistorique. À ce titre, elle a tenu une place prépondérante dans l'établissement d'une classification des époques de la préhistoire en fonction de la paléontologie, dont les bases ont été posées par Édouard Lartet en 1861. Elle fait l'objet d'un classement au titre des monuments historiques par arrêté du 20 novembre 1974.
L'autre grotte connue est la grotte supérieure. Elle a livré une très grande quantité d'os d'Ours des cavernes (Ursus spelaeus).
Une certaine confusion existe entre les différentes grottes : certains auteurs citent l'une pour l'autre.

## Toponymie
Dans le pays des anciens Tarasconienses, le mot ker ou quiè signifie « tête de rocher » ou « crête de rocher ».
On trouve aussi l'orthographe Cair.

## Situation

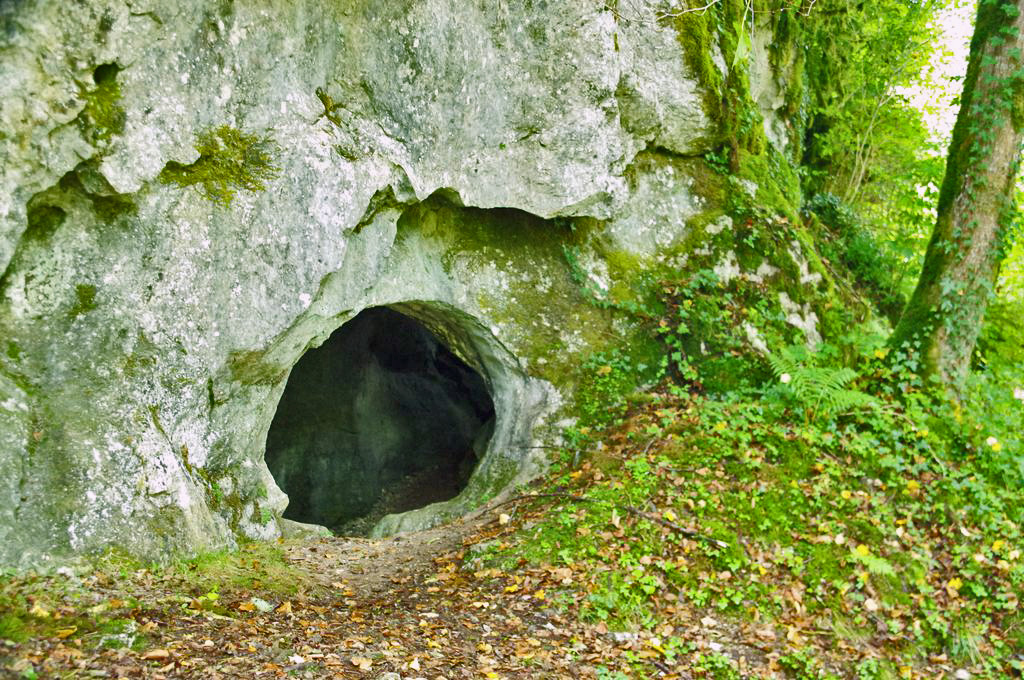
Entrée basse de la grotte de la Campagnole.

La carte IGN montre la « grotte Rieux », la « grotte de la Campagnole » et une troisième grotte rassemblées sur les flancs du Ker de Massat dans la partie ouest de la commune de Massat, en limite de la commune de Biert. Elles se trouvent en rive gauche (côté sud) de la rivière Arac, affluent du Salat et sous-affluent de la Garonne, qui coule ici d'est en ouest à environ 600 m d'altitude. Les trois grottes s'ouvrent vers la rivière et sont sur le flanc nord du Ker de Massat, une pente fort escarpée puisque le sommet est à 792 m d'altitude. Mais ces trois grottes ont des altitudes très différentes ; toujours selon la carte IGN, la grotte Rieux est à environ 629 m d'altitude ; la grotte de la Campagnole (à 250 m en aval) est à environ 610 m d'altitude - proche du niveau de la rivière ; 
et la troisième grotte présentée sur la carte domine ces deux grottes à environ 760 m d'altitude.
De nombreuses publications donnent une « grotte inférieure » et une « grotte supérieure », cette dernière se trouvant selon Garrigou (1867) à environ 100 m au-dessus de la première. Gailli (2000) précise formellement que la dénomination « grotte du Ker de Massat » correspond à la grotte inférieure, dite aussi « grotte de la Campagnole ». La grotte supérieure, d'après lui située environ 50 m plus haut que la grotte inférieure, est - toujours selon lui - la plus connue ; elle a une double entrée, qui s'ouvre « au pied d'une petite falaise située au nord du Ker ».

## Géologie, hydrologie
En considérant que la limite sud du massif de l'Arize soit déterminée par l'Arac, le Ker de Massat est en limite nord du massif des Trois-Seigneurs.
Il est fait de calcaire urgo-aptien (Crétacé inférieur). Une structure interne karstique s'y est développée, offrant plusieurs étages de galeries qui s'ouvrent sur le flanc nord. Selon le préhistorien René Gailli (2000), plusieurs grottes correspondent aux différents stades d'enfoncement d'un grand réseau souterrain. La grotte Rieux est une cavité en amont de celle du Quer.

## Histoire de la découverte, découverte de l'histoire

### XIXesiècle
La grotte supérieure est connue d'assez longue date dans les milieux scientifiques, puisqu'en 1856 Alfred Fontan écrit à Édouard Lartet pour lui relater la découverte d'os mêlés à des silex et à une faune fossile dans la « grotte de Massat » (qui n'est pas nécessairement celle appelée « Ker de Massat »). Et le 10 mai 1858, Fontan fait au sujet de la grotte une communication à la Société d'anthropologie de Paris, mentionnant « des produits d'industrie humaine, flèches, harpons, aiguilles, silex taillés ».
Or cette époque voit les éclats d'un long et fort houleux débat sur l'ancienneté de l'espèce humaine, dont les arguties ne se terminent que deux générations plus tard, passé le début du XXe siècle. Et la charnière des années 1859-1860 est un tournant crucial dans ce débat : selon Nathalie Richard (1989), c'est à ce moment que « les œuvres de Lartet et de Mortillet réalisent la convergence entre la préhistoire et le temps de l'évolutionnisme biologique ». C'est alors que s'exacerbe l'antagonisme idéologique - allant jusqu'à la scène politique et sociale - entre évolution et création, entre science et religion.
En septembre 1860, Lartet, qui vient juste de publier sa Note sur l'ancienneté géologique de l'espèce humaine dans l'Europe et Note sur  des os fossiles portant des empreintes ou entailles anciennes attribuées à la main de l'Homme, fait le voyage jusqu'à Massat pour contrôler ces trouvailles de Fontan. Il y découvre un andouiller de cerf gravé d'une tête d'ours, d'une espèce rapportée à l'ours actuel des Pyrénées (Ursus arctos). Puis il s'arrête à Aurignac et y découvre une couche de cendres de charbon où la faune fossile est mélangée à des outils en silex et en os. Subséquemment, il publie en mai 1861 son mémoire : Nouvelles recherches sur la coexistence de l'Homme, et des animaux réputés caractéristiques de la dernière époque géologique, où il expose la succession dans le temps des gisements archéologiques d'Aurignac et de Massat. Sur cette base comparative, il propose la toute première classification des époques de la préhistoire en accord avec la paléontologie : âges respectifs de l'ours des cavernes (Ursus spelaeus), du mammouth, du rhinocéros, du renne, du bison, de l'auroch.
Le 31 mars 1862, Lartet écrit une première lettre à Alexis de Gourgue qui possède une belle collection archéologique au château de Lanquais (Dordogne), et y joint quelques vestiges provenant de Massat, Aurignac et Lourdes. En 1864, Henry Christy explore de nouveau la grotte inférieure où il observe les restes d'un renne, vestiges confirmés un peu plus tard par Félix Garrigou qui y trouve également deux fragments de bois de renne ou d'os ; l'un est gravé de deux têtes d'un herbivore, l'autre porte en creux des lignes enchevêtrées.
En 1866, au nom de Fontan, Lartet offre à la Société d'anthropologie de Paris une plaque de schiste gravée d'une figure d'ours, provenant de la grotte inférieure de Massat ; le front de l'animal, bombé, est un trait distinctif de l'ours des cavernes. En 1867, Adolphe Garrigou présente à la même Société un galet quartzeux orné d'une tête d'ours des cavernes, de la même provenance.
Vers 1865-1899, Jean-Jacques Pouech et J. Grégoire fouillent la grotte du Ker et y trouvent du mobilier préhistorique et paléontologique, des silex, des fragments de céramique rouge, « quatre objets en bronze dont une anse de vase, un anneau et un fragment de chaîne ». En 1884, David Cau-Durban y trouve plusieurs fragments de fibules. Les trouvailles sont déposées au musée départemental de l’Ariège (au château de Foix) et au petit séminaire de Pamiers.

### XXesiècle
En 1954, la galerie ornée de la grotte du Ker est découverte ; mais pas les gravures elles-mêmes, qui ne sont découvertes que le 22 septembre 1957 par un groupe de spéléologues de la Société méridionale de spéléologie et de préhistoire de Toulouse mené par Jacques Paloumé, lors d'une visite menée par MM. Soulas et Tisne (ces derniers ayant fait partie de l'équipe de 1954 qui a découvert la galerie). Paloumé informe Louis Méroc, directeur des antiquités préhistoriques de Midi-Pyrénées, et reçoit de ce dernier l'autorisation de diriger l'étude des gravures. Une fermeture est mise en place dans la troisième chatière d'entrée. Commence alors le relevé de ces œuvres. Mais le décès de J. Paloumé en 1967 met fin à cette entreprise pourtant déjà bien avancée. R. Gailli recueille les relevés exécutés et se charge de les achever et de les publier, mais sans grand succès.
En 1984, Barrière reçoit l'autorisation ministérielle de faire les relevés et d'étudier les œuvres, et récupère les documents de J. Paloumé.

## Description

### Grotte du Ker de Massat, dite grotte de la Campagnole ou «grotte inférieure»
Ces trois noms sont cités ensemble par Barrière (1990) et par Gailli pour éviter toute confusion entre les différentes grottes (de nombreux auteurs citent la « grotte du Ker » sans préciser de laquelle il s'agit).
L'entrée de cette grotte (alt: 620m) se trouve au niveau du chemin qui suit le tracé de l'ancienne route de Massat à Saint-Girons. Elle fait 180 m de long. Son développement s'étire en parallèle au flanc de montagne, vers la grotte Rieux. Elle comporte deux niveaux accessibles de galeries superposées : une galerie, dite "supérieure", qui est un niveau fossile et un niveau plus récent, en dessous qui communique avec le fossile par trois puits. Son porche s'ouvre sur le niveau dit "supérieur", que l'on peut pénétrer sur presque deux cents mètres. Ce niveau présente de nombreux regards ouvrant sur la rivière, qui résurge sur la rive même de l'Arac, dix mètres plus bas, près du porche. 
L'étage supérieur est à peu près sec. D'abord assez large, une fois franchi les deux premiers puits on rencontre des étroitures serrées avant d'accéder à la dernière salle où se trouve le 3e puits.
L'étage inférieur est accessible par les deux premiers puits de la galerie supérieure, et se termine par une diaclase étroite occupée par l'eau.
Vers l'aval, le courant amène au porche inférieur de la grotte, ou sort la rivière souterraine .
Le gisement magdalénien se trouve au porche de la grotte. Les dessins et gravures découverts en 1957 par Jacques Paloumé et ses collègues de la Société méridionale de spéléologie et de préhistoire se trouvent dans une galerie.

### Grotte Rieux
La grotte Rieux (alt : 610 m) est une grotte à double entrée,,. Elle n'est maintenant séparée de la grotte du Ker de Massat que par quelques mètres.
Une perte se trouve à environ 50 m de l'entrée du sud-est.

### Grotte supérieure
La grotte (alt : 741 m) possède trois entrées et elle est à proximité du sommet du Ker. L'entrée nord conduit à une vaste salle ou arrive un des autres porches. Une grosse galerie pénètre dans la montagne et revient vers la troisième entrée.   
Elle a livré une très large quantité d'os d'ours des cavernes,.

### Quatrième grotte
Une quatrième grotte (alt : 700 m) est encartée par la Société méridionale de spéléologie et de préhistoire.

## Conservation de la nature
Depuis le 10 janvier 1991, la grotte de la Campagnole dite du Ker de Massat est soumise à un accès réglementé par arrêté préfectoral de protection de biotope (APPB), pour la protection des chauve-souris, qui interdit sa visite du 1er mars au 30 septembre. Le classement inclut la grotte proche du haut du Ker (mais n'inclut pas la grotte Rieux).
La grotte près du sommet du Ker est d'abord désignée en site d'intérêt communautaire (SIC) selon la directive Habitat en 2003, puis en Zone spéciale de conservation (directive Habitat) en 2007. Elle est désignée Natura 2000 en 2012, dans le même « document d’objectifs » qui la réunit à trois autres grottes sur la même base de protection des chauves souris : grotte de Tourtouse, grotte de Malarnaud (Montseron) et grotte d'Aliou (Cazavet). Les espèces présentes justifiant ces protections sont diverses chauve-souris mais aussi notamment le desman des Pyrénées et l'écrevisse à pattes blanches, et deux espèces d'invertébrés : le coléoptère Carabidae Aphaenops cerberus ssp. inaequalis, et le mollusque Moitessieria simoniana. De nombreuses autres espèces d'invetébrés sont présentes : araignées, diplopodes, codépodes, isopodes, gastéropodes, collemboles, coléoptères, lépidoptères,.
Dans la grotte Rieux ont été trouvés des acariens :
- Rhagidia longipes Trägårdh[35].
- Rhagidia terricola (C. L. Koch)[36].

## Sur le Ker

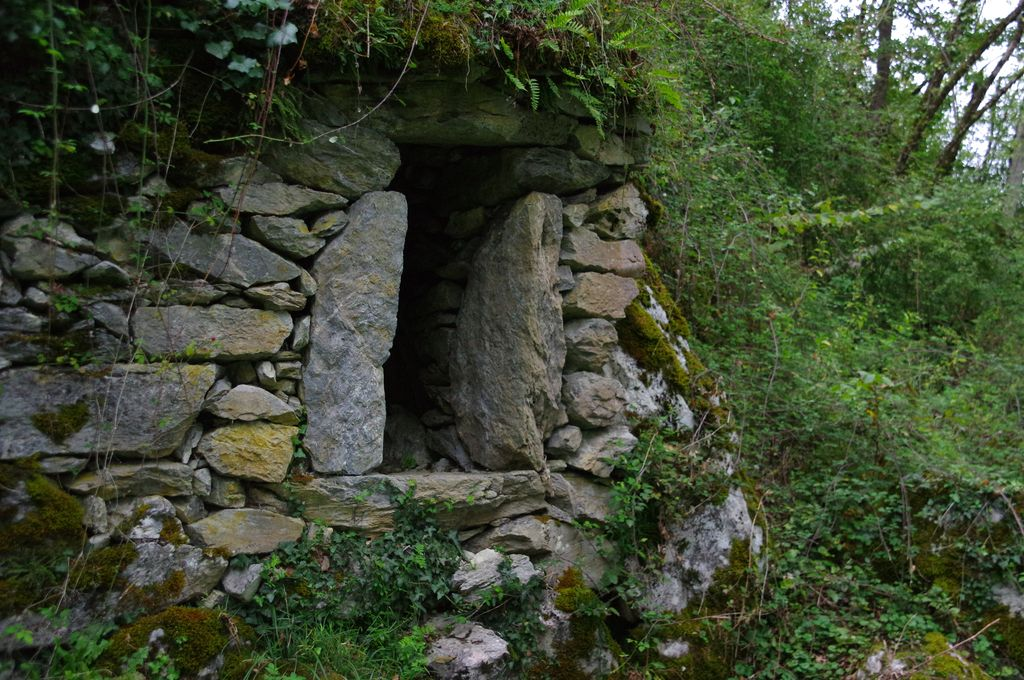
Cabane de la Nabasse : A peut-être abrité un "petchet", prêtre réfractaire à la constitution civile du clergé (XVIIIe).

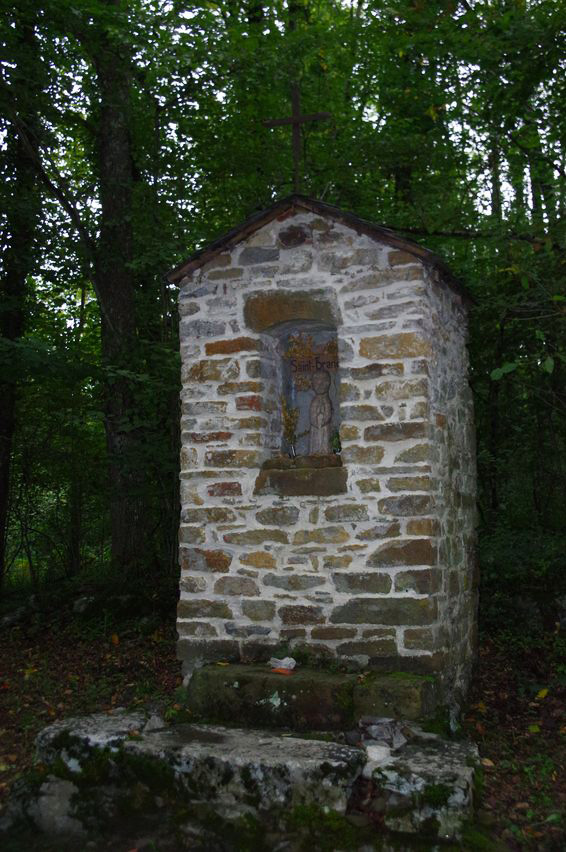
Oratoire Saint-Branda en 2015 : niche ogivale où fut déposée une statuette de bois à l’image de l’ermite qui aurait vécu sur cette plate-forme où coutume était d'allumer des feux (brandons).

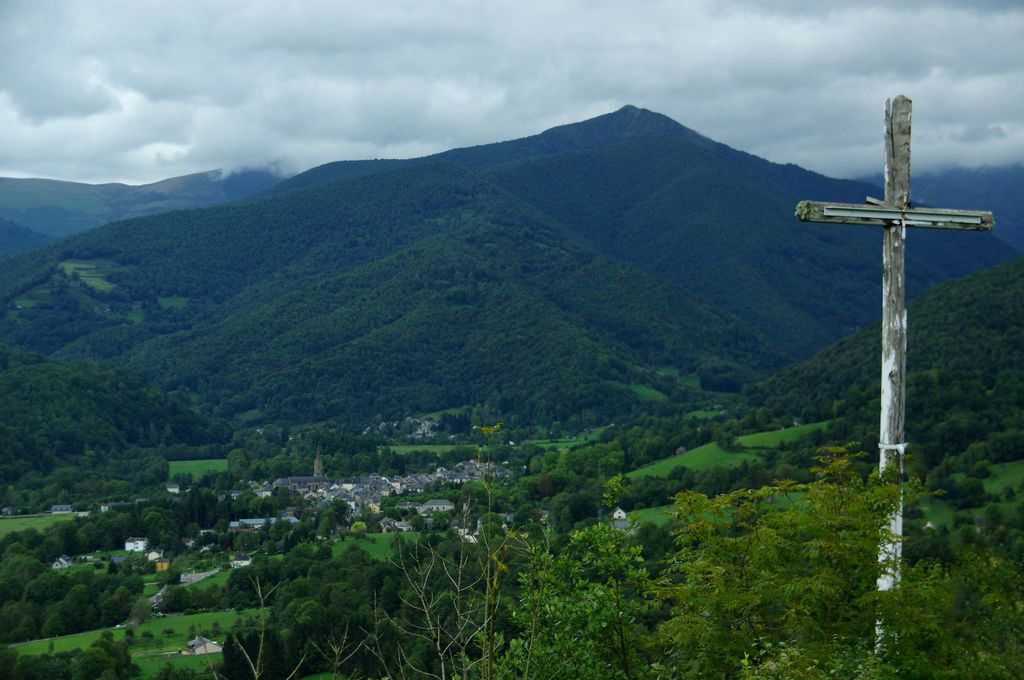
Vue de Massat depuis le sommet du Ker

### Légendes et histoires
Au XIVe siècle, un ermite vivait au sommet du Ker. Il allumait des feux de brandons pour prévenir les gens de la vallée quand des bandits approchaient. À l'époque, le mont du Ker était plus aride (il est de nos jours couvert d'arbres et arbustes).
À la fin du XVIIIe siècle et au XIXe siècle, le Ker a servi de refuge aux « petchets », les prêtres réfractaires à la constitution civile du clergé et leurs ouailles, et aussi de cimetière car les petchets étaient interdits de sépulture dans le cimetière officiel. En 1940, on y voyait encore, paraît-il, les formes des tombes affleurant sur le sol.
De ce passé, il reste à ce jour la cabane de la Nabasse juste en dessous du sommet du Ker et l'oratoire Saint-Branda proche du sommet.

### Escalade
Un parcours d'escalade a été aménagé sur la falaise.

### Bibliographie

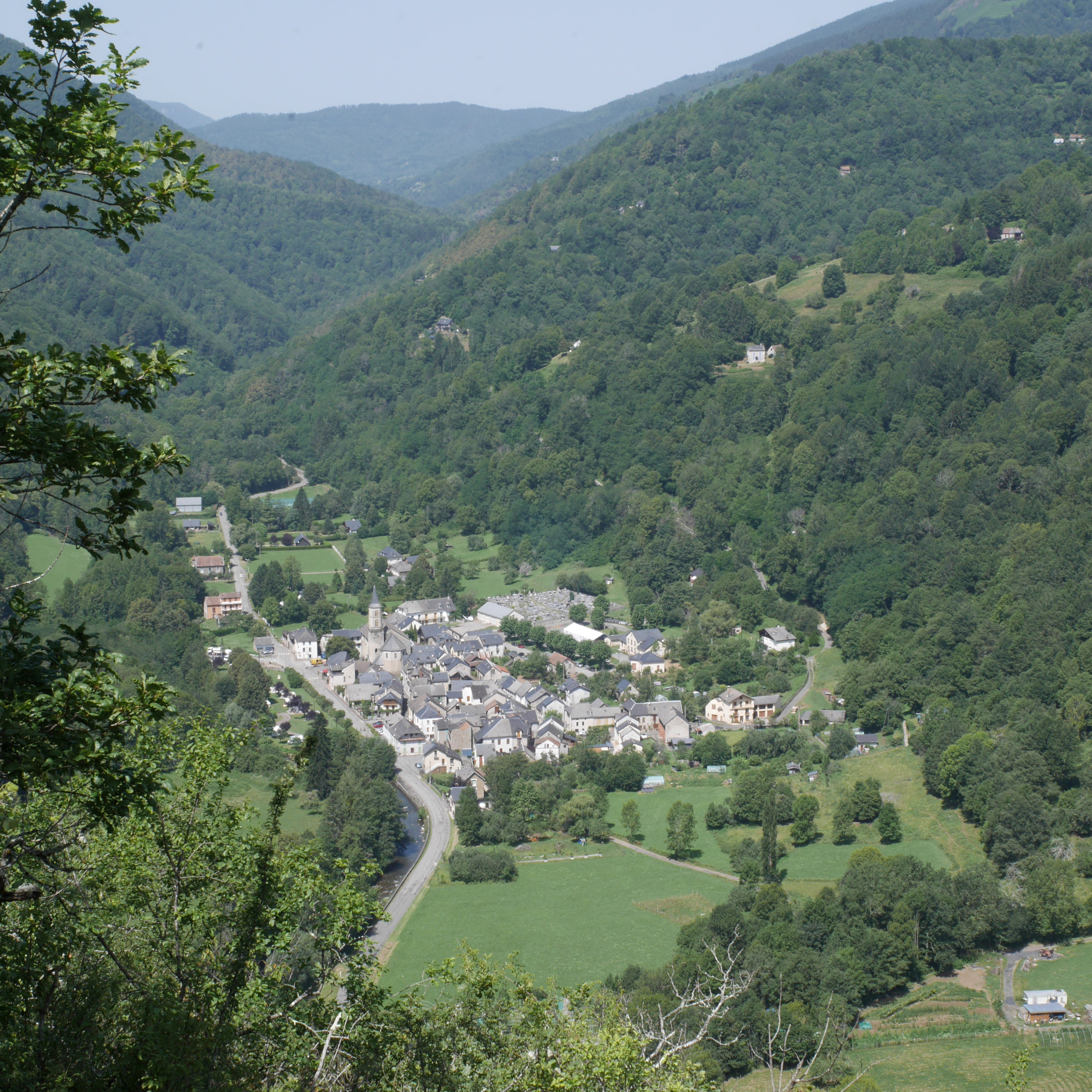
Vue de Biert depuis le sommet du Ker